# The Flaming Lips

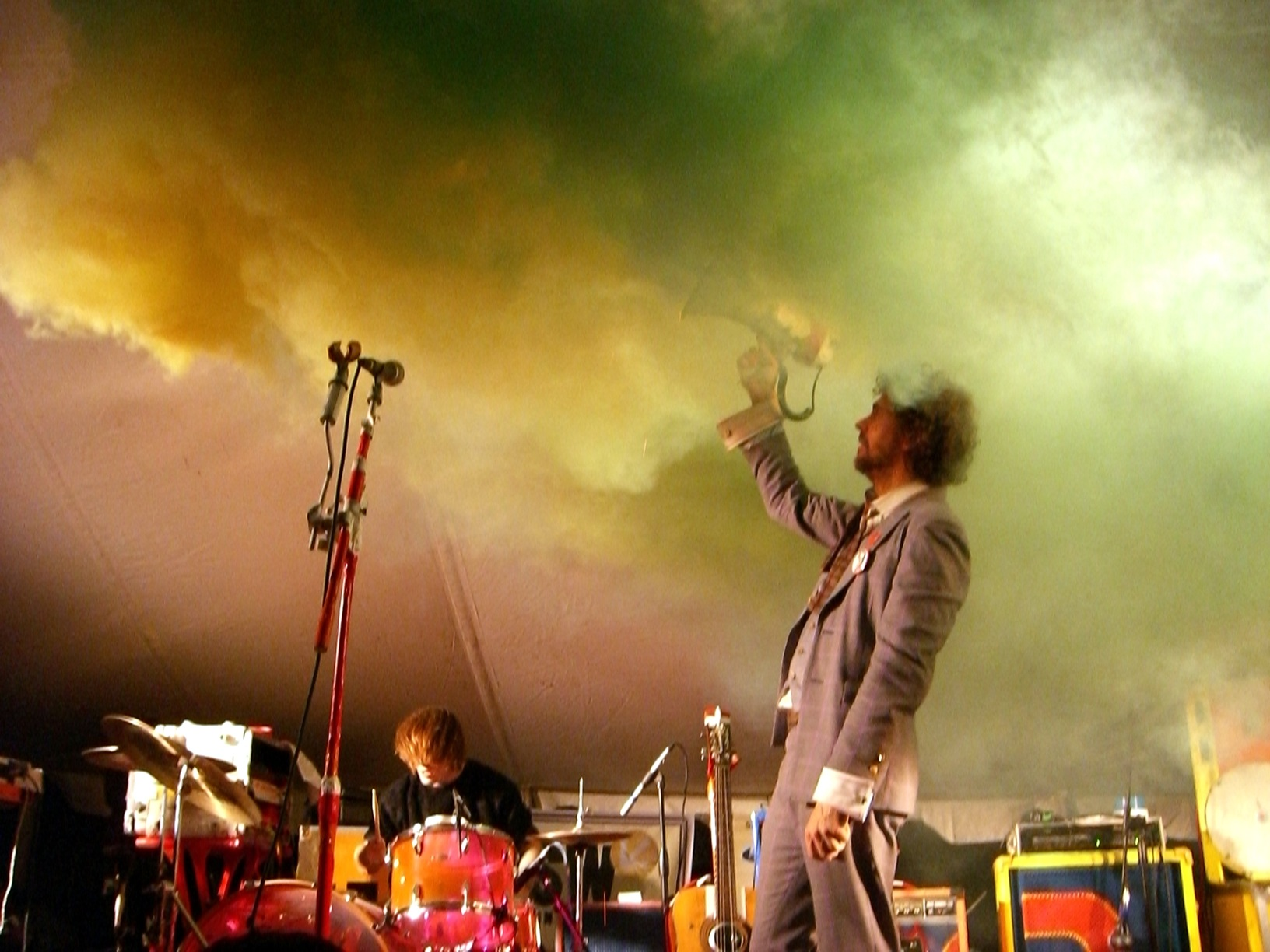
The Flaming Lips

The Flaming Lips is een psychedelische rock band uit Oklahoma, Verenigde Staten.
De band bestaat sinds 1983 en heeft vele albums uitgebracht, waaronder in 2009 het studioalbum The Dark Side of the Moon, het album met onder andere Stardeath en Henry Rollins is een volledig nagespeelde versie van het gelijknamige Pink Floyd album. De latere cd's van the Flaming Lips bestaan vooral uit dramatische composities of juist popachtige en gemakkelijk in het gehoor liggende deuntjes.

## Studioalbums
- Hear It Is (1986)
- Oh My Gawd!!! (1987)
- Telepathic Surgery (1989)
- In a Priest Driven Ambulance (1990)
- Hit to Death in the Future Head (1992)
- Transmissions from the Satellite Heart (1993)
- Clouds Taste Metallic (1995)
- Zaireeka (1997)
- The Soft Bulletin (1999)
- Yoshimi Battles the Pink Robots (2002)
- At War with the Mystics (2006)
- Embryonic (2009)
- The Flaming Lips and Stardeath and White Dwarfs with Henry Rollins and Peaches Doing The Dark Side of the Moon (2009)
- The Flaming Lips and Heady Fwends (2012)
- Terror (2013)
- With a Little Help from My Fwends (2014)
- Oczy Mlody (2017)
- King's Mouth (2019)
- American Head (2020)